# Пеньск (гмина)
Пеньск (пол. Pieńsk) — городско-сельская гмина (волость) в Польше, входит как административная единица в Згожелецкий повет, Нижнесилезское воеводство. Население 9377 человек (на 2004 год).

## Демография
| Перепись                       | Всего   | Всего | Женщины | Женщины | Мужчины | Мужчины |
| ------------------------------ | ------- | ----- | ------- | ------- | ------- | ------- |
| Единицы                        | человек | %     | человек | %       | человек | %       |
| Население                      | 9377    | 100   | 4749    | 50,6    | 4628    | 49,4    |
| Плотность населения (чел./км²) | 85      | 85    | 43      | 43      | 41,9    | 41,9    |

## Сельские округа
1. Белява-Дольна
2. Белява-Гурна
3. Длужына-Дольна
4. Длужына-Гурна
5. Лясув
6. Стоянув
7. Жарка-над-Нысон
8. Жарки-Сьредне
9. Стшельно

## Соседние гмины
1. Гмина Любань
2. Гмина Новогродзец
3. Гмина Венглинец
4. Гмина Згожелец